# Honório Serpa
Honório Serpa là một đô thị thuộc bang Paraná, Brasil. Đô thị này có diện tích 502,235 km², dân số năm 2007 là 6251 người, mật độ 12,5 người/km².